# ポリパラフェニレンビニレン
ポリパラフェニレンビニレン（Poly(p-phenylene vinylene)、略称: PPV、ポリフェニレンビニレン polyphenylene vinyleneとも）は、剛直棒状高分子に分類される導電性高分子である。p-フェニレン基とビニレン基の繰り返し構造を持つ。PPVは、この種の高分子の内で唯一高秩序結晶性薄膜が製造できる。PPVとその誘導体はドーピングにより導電性を示す。 水には不溶だが、前駆体は水溶液中で扱うことができる。光学バンドギャップが狭く、明るい黄色の蛍光を発するため、有機発光ダイオード (OLED) や太陽電池への応用が模索されている。また、PPVをドープすることにより導電性材料を製造することもある。物理的および電気的物性は側鎖に官能基を導入することで変化させることができる。

## 合成法
PPVは様々な手法で合成され、その詳細により純度や分子量が決定される。最も一般的な手法は、α,α'-2置換パラキシレンの塩基誘導脱離により生じるパラキシリレンを中間体とする方法である。

### その他の方法
キシリレンに基づく合成経路が主流ではあるが、その他にも多くの合成経路が評価されてきた。

#### 逐次重合経路
PPVは、芳香族ビスホスホニウム塩およびジアルデヒド、特に1,4-ベンゼンジアルデヒドから誘導されるビスイリド間のウィッティヒカップリング反応により合成することができる。
この、ウィッティヒ濃縮を初めとする逐次重合反応では、5–10量体程度の分子量の小さいオリゴマーが得られることが多い。ポリマーの溶解度を上げてより分子量の大きい生成物を得るために、様々な側鎖（アルキル基、アルコキシ基、フェニル基）が導入される。逐次重合アプローチの利点は、オルト、メタ、パラキシリレンの結合を主鎖に組み込むことができる点である。特定の立体規則性を持つコポリマーもこの方法では容易に合成できる。
PPV誘導体は、ベンジルニトリルと芳香族ジアルデヒドとのクネーフェナーゲル縮合により合成することもできる。この方法では、ニトリル基の加水分解など多くの副反応が生じるため、反応条件を細心の注意をもって整える必要がある。

#### ヘックカップリング経路
可溶化のための側鎖があれば、エチレンと様々な芳香族ジブロミドをヘック反応によりカップリングさせることで、適当な分子量 (3000–10000) のポリマーを得ることができる。しかし、この方法では気相出発物質の量を正確に添加しなければ、過剰量のポリエチレンが生じるおそれがある。

#### 開環重合経路
ビシクロオクタジエン化合物を開環メタセシス重合 (ROMP) させることにより、有機溶媒に可溶で分子量の大きい前駆体ポリマーが得られる。このポリマーを薄膜に整形した後に熱処理すると、PPVに変換することができる。アミン触媒存在下では変換温度を下げることができる。
シリル基置換パラシクロファン誘導体を用いる別のROMP経路も存在する。PPV への変換はシリルオキシ基の脱離後に熱処理するか、前駆体ポリマーを酸で処理することにより可能である。この方法の利点は、分子量のよく揃ったポリマーおよびブロックコポリマーが容易に用意できることである。

## 構造と物性
可溶な前駆体ポリマーを用いる合成法により得られた配向性の高いPPV薄膜は通常、P21対称性を持ち、単位胞は単斜晶系で2量体を含み、格子定数は c （主鎖軸）= 0.658, a = 0.790, b = 0.605 nm, α (monoclinic angle) = 123° である（下図）。PPV 主鎖の構造組織は他の高配向剛直棒状高分子のものと類似しており、分子は繊維軸（通常は広がり方向）に沿って整列しているが、部分的に軸方向の並進乱れがある。
PPVは反磁性材料であり、ドープ前の電気伝導度は 10−13 S/cm のオーダーと非常に低い。ヨウ素、塩化鉄(III)、アルカリ金属、酸のいずれかをドープすることにより電気伝導度は向上する。しかし、これらをドープした材料の安定性は比較的低い。一般的に、アラインされていない、置換基を持たないPPVはドープしても ≪10−3 S/cm（I2ドープ）から100 S/cm（H2SO4ドープ）の範囲の、中程度の電気伝導性しか示さない。比率を10まで引き上げることは可能である。アルコキシ置換PPVは一般的に元のPPVよりも酸化されやすく、正孔が生じやすいため電気伝導度がより高い。側鎖が長くなると、分子鎖間のキャリアホッピングが妨げられ、電気伝導度が下がる。

## 応用
PPVはその安定性、加工性、電気的および光学的物性から幅広い応用が考えられている。1989年に発見された最初の高分子ベースの発光ダイオード (LED) はPPVを発光層に用いていた。高分子は低分子に比べ、加工の容易さ、結晶化しにくさ、熱的・機械的安定性の高さからLED材料としてより適していると考えられている。1989年の最初の飛躍的進歩以来、大量のPPV誘導体が合成され、LED用途に用いられている。有機LEDを用いた固体レーザーは実証されていないものの、ポリ[2-メトキシ-5-(2′-エチルヘキシルオキシ)-p-フェニレンビニレン] (MEH-PPV) は溶液中で高い蛍光効率を発揮するレーザー色素として実証されている。
ポリフェニレンビニレンはエレクトロルミネッセンスを示すため、高分子ベースの有機発光ダイオードに応用できる。PPVは最初のポリマー発光ダイオードの発光層に用いられていた。PPVベースの素子は黄緑色の光を発し、異なる色が必要な場合はPPVに置換基を導入した誘導体を使うことが多い。少量でも酸素が存在すると、動作中に励起状態高分子から酸素分子へのエネルギー遷移が起こり一重項酸素が生成される。この酸素ラジカルは高分子構造を攻撃し、劣化に繋がる。したがって、PPVの製造中には、酸素混入を防ぐよう注意を払う必要がある。
PPVは有機太陽電池の電子ドナーとしても用いられる。PPVベースの素子は吸光度が低く光劣化の問題もあるが、PPVおよびPPV誘導体（特にMEH-PPVおよび MDMO-PPV）は研究用途の太陽電池に頻繁に用いられる。